# Óscar Mingueza
Óscar Mingueza García, född 13 maj 1999 i Santa Perpètua de Mogoda, är en spansk fotbollsspelare som spelar för Celta Vigo.

## Karriär
Mingueza debuterade i La Liga den 29 november 2020 i en 4–0-vinst över Osasuna.
Den 2 augusti 2022 värvades Mingueza av Celta Vigo, där han skrev på ett fyraårskontrakt.